# 1300 Marcelle
1300 Marcelle è un asteroide della fascia principale del diametro medio di circa 27,84 km. Scoperto nel 1934, presenta un'orbita caratterizzata da un semiasse maggiore pari a 2,7822077 UA e da un'eccentricità di 0,0091622, inclinata di 9,53822° rispetto all'eclittica.
Il suo nome è dedicato alla seconda figlia dello scopritore.